# Avianca (Brasil)
Avianca Brasil S.A., oficialmente OceanAir Linhas Aéreas S.A. fue una aerolínea brasileña con base en São Paulo, que formaba parte del conglomerado Synergy Group, accionista mayoritario de Avianca Holdings. OceanAir era franquiciataria de la marca Avianca Brasil y Avianca Cargo Brasil pero operaba totalmente independientemente de Avianca en Colombia y fue miembro de la Star Alliance.

## Historia
OceanAir fue creada en 1998 como una compañía de taxi aéreo para dar servicios a las empresas del sector petrolero, en Bacia de Campos (Río de Janeiro). En 2002, la compañía comenzó a operar vuelos regionales entre los aeropuertos de Guarulhos (São Paulo), Aeropuerto Santos Dumont (Río de Janeiro), Macaé y Campos dos Goytacazes, con aeronaves Embraer Brasilia EMB-120. En el mismo año, OceanAir recibió del DAC (Departamento de la Aviación Civil) la autorización de funcionar como línea aérea regular de pasajeros, carga y correo.
En 2004 Germán Efromovich, junto con la Federación Nacional de Cafeteros de Colombia, compró y reestructuró la aerolínea colombiana Avianca, la empresa más antigua de América y el segundo más antiguo del mundo y que estaba en la protección por bancarrota, junto con Julio Mario Santo Domingo y su grupo empresarial Bavaria, donde se hizo el Synergy Aerospace, que posteriormente compró VIPSA Ecuador, Aerogal Ecuador, SAM Colombia y se fusionará con TACA en 2010.
En enero de 2006, inaugura una nueva fase en su historia, con el inicio de operaciones de los primeros Fokker 100, con capacidad para 100 pasajeros, adquiridos de American Airlines.
Desde diciembre de 2009 Avianca Holdings le notificó a OceanAir el permiso de utilizar comercialmente la marca Avianca Brasil.
A finales de 2013 se confirmó que Avianca Brasil hará parte de Star Alliance, con cambios dentro de la empresa, como la unificación de marca con Avianca Internacional y la migración del programa viajero Amigo al LifeMiles.
En 2014, Avianca Brasil lanzó oficialmente su nueva marca. También lanzó Avianca Cargo Brasil, con el recibo del primer avión, un Airbus A330-200F.
En 2017, Germán Efromovich, propietario de Synergy Group, anunció a través de rueda de prensa que se está trabajando para unificar a Avianca Brasil con consorcio aerocomercial Avianca Holdings. Sin embargo, Avianca Brasil, ya comparte códigos de acuerdo compartido con las filiales de Avianca Holdings y permite acumular millas a los viajeros internacionales con el programa de viajero frecuente LifeMiles.
En diciembre de 2018 y como una medida de protección ante la posibilidad de embargo de parte de su flota, Avianca Brasil se declaró en quiebra ante las autoridades brasileñas, argumentando su alto endeudamiento y la imposibilidad de atender el escenario actual, marcado por factores externos como alza en los precios del combustible o la devaluación del real frente al dólar.
El 7 de mayo de 2019, Avianca Brasil será subastada a LATAM Airlines, Gol Linhas Aéreas y Azul Linhas Aéreas Brasileiras. No obstante, un tribunal suspendió la subasta.
El 15 de mayo de 2019 la IATA (Asociación Internacional de Transporte Aéreo, por sus siglas en inglés) suspendió a Avianca Brasil con efecto inmediato de acuerdo con las disposiciones del Anexo F de la Resolución 850, según reveló el lobby mundial aéreo en una carta que fue remitida a todas las agencias de viajes.
El 24 de mayo de 2019 el gobierno brasileño suspendió cautelarmente "todas las operaciones" de la aerolínea Avianca Brasil, inmersa en una profunda crisis económica que la ha llevado a declararse en bancarrota, cancelar más de 1000 vuelos y poner en venta sus activos, informaron este viernes fuentes oficiales.
El 17 de junio de 2019, debido a la situación operacional y financiera de Oceanair Linhas Aéreas S.A., Avianca Holdings le notificó la inmediata terminación del contrato de uso de marca, el cual le permitía utilizar comercialmente la marca Avianca Brasil desde diciembre de 2009.
A partir del 1 de septiembre de 2019, la aerolínea Oceanair Linhas Aéreas S.A. (Avianca Brasil) dejó de ser miembro de la Star Alliance.

## Flota
Hacia junio de 2019, la flota de Avianca Brasil se compone de: 

### Flota antigua
Desde su fundación en 1998, Avianca Brasil (como Ocean Air) operó las siguientes aeronaves:

## Destinos
Avianca Brasil operaba a 23 destinos en Brasil en 25 aeropuertos. Teniendo como centro de conexiones principal la ciudad de São Paulo con una operación conjunta en los aeropuertos de Aeropuerto Internacional de São Paulo-Guarulhos y Aeropuerto de Congonhas, Aeropuerto Internacional de Galeão y Aeropuerto Santos Dumont además posee centro secundario en el Aeropuerto Internacional Presidente Juscelino Kubitschek de Brasilia. En 2007 la empresa planeó vuelos hacia Los Ángeles, Johannesburgo, Luanda y Lagos, pero no se logró. Avianca Brasil operó rutas hacia Ciudad de México, Lima y Cancún, pero fueron suspendidas. Actualmente Avianca opera los vuelos internacionales de Avianca Brasil a través del HUB de operaciones de la compañía colombiana en Bogotá, Colombia.
El 31 de marzo de 2018 la mayoría de sus destinos van a hacer suspendidos debido a su declaración en bancarrota.